# 胡遠
胡遠（1467年—？），字子明，江西臨江府新喻縣人，民籍，明朝政治人物。

## 生平
江西鄉試第五十七名舉人。弘治十八年（1505年）中式乙丑科會試第一百六十四名，三甲第十九名進士。

## 家族
曾祖胡子浩；祖父胡方紀；父胡象巽，母廖氏。具庆下。